# Joachim Zelter

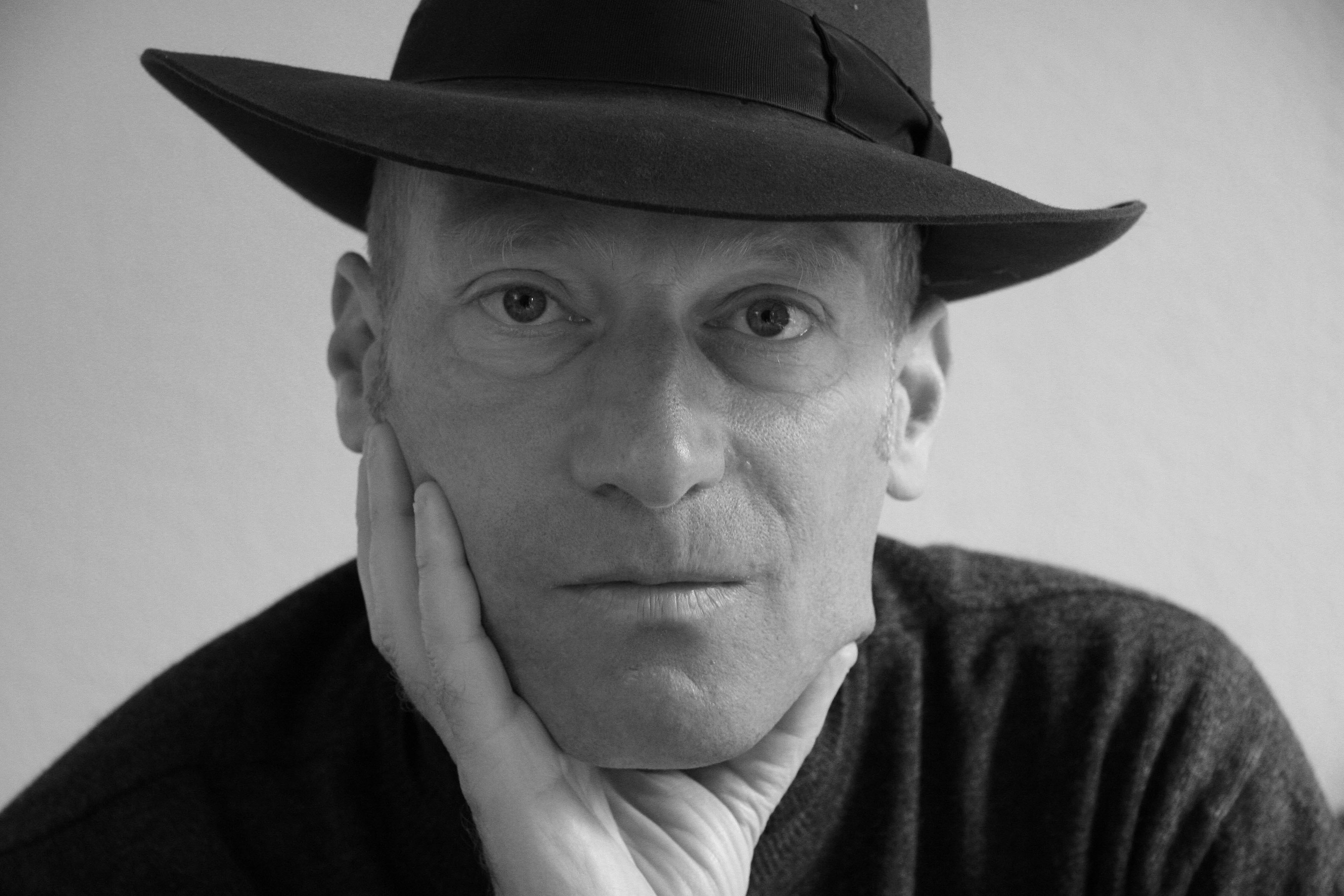
Joachim Zelter (2007)

Joachim Zelter (* 26. August 1962 in Freiburg im Breisgau) ist ein deutscher Schriftsteller.

## Leben
Joachim Zelter ist einer der Nachfahren des Carl Friedrich Zelter. Er studierte nach dem Abitur von 1982 bis 1989 an der Universität Tübingen Anglistik und Politikwissenschaft und schloss dieses Studium mit dem
Magistergrad ab. Anschließend arbeitete er als wissenschaftlicher Angestellter an der Universität Tübingen.
1993 promovierte er dort mit einer literaturwissenschaftlichen Arbeit zum Doktor der Philosophie in Anglistik. 1995/96 hatte er einen Lehrauftrag im Fach Germanistik an der Yale University in New Haven (Connecticut) inne; 1996/97 lehrte er neuere englische Literatur an der Universität Tübingen.
Im Alter von 34 Jahren beschloss er, Schriftsteller zu werden, wobei er sein erstes Buch Briefe aus Amerika schon fast fertiggestellt hatte. Nach vielen Absagen erschienen Briefe aus Amerika und Die Würde des Lügens schließlich in dem kleinen Ithakaverlag. Als Joachim Zelter dann bekannter wurde, erhielt er eine Anfrage von dem Tübinger Klöpfer & Meyer Verlag, bei dem seine Werke seither erscheinen. Seit 1997 lebt er als freier Schriftsteller in Tübingen. Sein Werk besteht vorwiegend aus erzählender Prosa, die häufig einen Hang zur politischen Satire, aber auch zum Tragikomischen aufweist. In den letzten Jahren verfasste er Bühnenversionen seiner Prosatexte sowie eigenständige Theaterstücke, die an zahlreichen Bühnen in Deutschland und Österreich aufgeführt wurden.
Sein 2010 erschienener Roman Der Ministerpräsident erschien auf der Longlist zum Deutschen Buchpreis.
Zelter ist Mitglied des Verbands Deutscher Schriftsteller sowie im PEN-Zentrum Deutschlands.

## Prosa
- Briefe aus Amerika. Roman. Ithaka Verlag, Stuttgart 1998, ISBN 3-933545-00-5.
- Die Würde des Lügens. Roman. Ithaka Verlag, Stuttgart 2000, ISBN 3-933545-25-0.
- Die Lieb-Haberin. Roman. Klöpfer & Meyer, Tübingen 2002, ISBN 3-421-05716-8.
- Das Gesicht. Roman eines Schriftstellers. Klöpfer & Meyer, Tübingen 2003, ISBN 3-421-05761-3.
- Betrachtungen eines Krankenhausgängers. Erzählungen. Klöpfer & Meyer, Tübingen 2004, ISBN 3-937667-01-6.
- Schule der Arbeitslosen. Roman. Klöpfer & Meyer, Tübingen 2006, ISBN 3-937667-71-7.
- Die Würde des Lügens. Roman. Tübingen 2007, ISBN 3-937667-95-4.
- How are you, Mister Angst? Roman. Klöpfer & Meyer, Tübingen 2008, ISBN 978-3-940086-11-2.
- Der Ministerpräsident. Roman. Klöpfer & Meyer, Tübingen 2010, ISBN 978-3-940086-83-9; Tübingen 2012.
- Die Welt in Weiß. Erzählungen. Klöpfer & Meyer, Tübingen 2011, ISBN 978-3-86351-001-5.
- untertan. Roman. Klöpfer & Meyer, Tübingen 2012, ISBN 978-3-86351-035-0.
- Einen Blick werfen. Literaturnovelle. Klöpfer & Meyer, Tübingen 2013, ISBN 978-3-86351-061-9.
- Wiedersehen. Novelle. Klöpfer & Meyer, Tübingen 2015, ISBN 978-3-86351-400-6.
- Briefe aus Amerika. Roman. Neufassung. Klöpfer & Meyer, Tübingen 2016, ISBN 978-3-86351-423-5.
- Im Feld. Roman. Klöpfer & Meyer, Tübingen 2018, ISBN 978-3-86351-461-7.
- Testamente und sonstige Verfügungen. Eine Erzählung und ein Sprechstück. Edition J.J.Heckenhauer, Tübingen 2019, ISBN 978-3-9811510-5-3.
- Imperia. Roman. Klöpfer, Narr, Tübingen 2020, ISBN 978-3-7496-1017-4.
- Die Verabschiebung. Roman. Edition Klöpfer im Alfred Kröner Verlag, Stuttgart 2021, ISBN 978-3-520-75201-7.
- Professor Lear. Roman. Edition Klöpfer im Alfred Kröner Verlag, Stuttgart 2022, ISBN 978-3-520-76601-4.
- Staffellauf. Roman. Edition Klöpfer im Alfred Kröner Verlag, Stuttgart 2024, ISBN 978-3-520-76609-0.
- Hoch Oben. Roman. Edition Klöpfer im Alfred Kröner Verlag, Stuttgart 2025, ISBN 978-3-520-75203-1.

## Dramatik
- Vorstellungsgespräch. Schauspiel. Uraufführung am 29. Oktober 2007 am Forum Theater Stuttgart. Verlegt beim Theaterverlag Whale Songs, Hamburg, sowie bei Hartmann & Stauffacher, Köln.[1]
- Alpha Park. Schauspiel. Uraufführung am 30. Oktober 2007 am Zimmertheater Tübingen. Verlegt beim Theaterverlag Whale Songs, Hamburg, sowie bei Hartmann & Stauffacher, Köln.[2]
- Schule der Arbeitslosen. Schauspiel nach dem gleichnamigen Roman. Uraufführung am 1. Dezember 2007 an der Neuen Bühne Senftenberg sowie am Theater Osnabrück. Verlegt beim Theaterverlag Whale Songs, Hamburg, sowie bei Hartmann & Stauffacher, Köln.[3]
- Tod in Tübingen. Schauspiel zusammen mit Eva Christina Zeller. Uraufführung am 27. Juni 2008 durch das Zimmertheater Tübingen.
- Professor Lear. Schauspiel. Uraufführung am 18. Februar 2010 am Zimmertheater Tübingen. Verlegt beim Theaterverlag Whale Songs, Hamburg, sowie bei Hartmann & Stauffacher, Köln.[4]
- Die Lieb-Haberin. Schauspiel nach dem gleichnamigen Roman. Uraufführung am 30. Mai 2010 bei den Ruhrfestspielen in Recklinghausen. Inszenierung des Zimmertheaters Tübingen. Verlegt beim Theaterverlag Whale Songs, Hamburg, sowie bei Hartmann & Stauffacher, Köln.[5]
- Tier mit drei Buchstaben. Schauspiel. Uraufführung am 29. Januar 2011 am Zimmertheater Tübingen. Verlegt beim Theaterverlag Whale Songs, Hamburg, sowie bei Hartmann & Stauffacher, Köln.[6]
- Betrachtungen eines Krankenhausgängers. Schauspiel nach der gleichnamigen Erzählung. Uraufführung am 2. Februar 2013 am Theater Reutlingen Die Tonne. Verlegt beim Theaterverlag Whale Songs, Hamburg, sowie bei Hartmann & Stauffacher, Köln.[7]
- Biel am See. Schauspiel. Uraufführung am 23. Januar 2016 am Zimmertheater Tübingen.
- Der Prediger. Schauspiel. Uraufführung am 14. September 2019 am Theater Gütersloh.
- Corona zu zweit. Filmisches Schauspiel. Digitale Uraufführung am 10. April 2020 am Theater Gütersloh.[8]
- Der Virologe. Filmisches Schauspiel. Digitale Uraufführung am 25. Juni 2021 am Theater Gütersloh.
- Kalt. Schauspiel. Uraufführung am 19. September 2021 am Theater Ansbach.
- Der Posaunengeneral. Uraufführung am 6. September 2025 am Theater Gütersloh.

## Hörspiele
- Die Stadtführung. Hörspiel. Gesendet am 7. Dezember 2002 im SWR.
- Tortouren: Eine Fahrradkomödie. Hörspiel. Gesendet am 24. Juni 2006 im SWR.
- Heimkehr. Hörspiel. Gesendet am 13. Oktober 2007 im SWR.
- Der Ministerpräsident. Hörspielfassung des gleichnamigen Romans. Gesendet am 10. September 2011 im SWR.
- Tod in Tübingen. Hörspielfassung des gleichnamigen Theaterstücks. Gesendet am 4. Oktober 2014 im SWR.
- Die Sendung. Eine Mundartkomödie. Hörspiel. Gesendet am 20. Februar 2016 im SWR.
- Der Trauzeuge. Hörspiel. Gesendet am 22. Januar 2018 im SRF.
- Imperia. Hörspielfassung des gleichnamigen Romans. Gesendet am 21. Februar 2021 im SWR.

## Hörbücher
- Die Würde des Lügens. Hörbuch. Gelesen von Monica Bleibtreu, Dietmar Mues und Joachim Zelter. Hörbuch Hamburg, 2008, ISBN 3-89903-628-X, ISBN 978-3-89903-628-2